# 長崎みなみ (AV監督)
長崎 みなみ（ながさき みなみ）は、1990年代から2000年代に活動していた日本のAV監督。

## 略歴
- 1990年代から、熟女系AV、レズビアンAVを製作。『義母さんもうガマンできない』シリーズは、女流監督のきめ細かい演出で、「女性視点による性表現」に新風をもたらす傑作となった。
- 2001年、ピンク映画『愛人・夢野まりあ 私、激しいのが好きなの』で、映画監督デビュー。
- 2000年代に、女性向けAVを制作[1]。作品には元祖イケメンAV男優の南佳也が頻出、女性ファンを獲得した。

## 監督作品

### アダルトVHS・DVD（主な作品）

#### シリーズもの
- レイプ白書（東京音光、1992～1993年）
- 暴行現場スペシャル（東京音光、1992～1995年）
- ああ！レズビアン（ぴあすVIDEO、1993年）
- 究極のレズビアン 3（東京音光、1993年）
- 長崎みなみとレズビアン（ぴあすVIDEO、1993～1994年）
- 壮絶ドキュメント ザ・ONANIE 白書（東京音光、1994年）
- 京都レズビアン物語 I、II（東京音光、1995～1996年）
- 人妻の友 DX（ロイヤルアート、1996～2000年）
- 義母さんもうガマンできない（ロイヤルアート、1998～2002年、2003～2005年にDVD化）- 阿部美津子、秋川典子、細川綾、秋山まり子、桜田由加里、前川清子、千堂まりあ、辻夕子、岡部真理子、林原栄子、松田洋子、美咲夕子、青木ゆきの、鶴田真衣、牧原れい子、瀬戸恵子
- 熟女ファンクラブ（ロイヤルアート、1997年）
- NEW 熟女ファンクラブ（ロイヤルアート、1999～2000年）
- THE WIDOW 未亡人（東京音光、2000年）- 鏡麗子、浅井まどか
- ザ・未亡人（東京音光、2000～2001年）
- 長崎みなみが選ぶ傑作レイプ全集（東京音光、2000～2001年）
- 長崎みなみのザ・未亡人スペシャル120分（東京音光、2001～2002年）
- 地獄だよお義母さん 7、10、11（東京音光、2000～2001年）- 村上麗子、大石恵美、風間恭子、高倉朱々
- レズビアン LOVERS（APA、2002年、2002～2003年にDVD化）- 三代目葵マリー ほか
- 暴行現場ファイル（アルファーインターナショナル、2004～2005年）- 常夏みかん、柿本彩菜、滝沢レイナ、咲もも菜、秋津薫
- Angel Kiss ビアンたちの愛情物語（グラフィティジャパン、2006～2007年）- ミュウ、早乙女みなき、瀬名涼子、友田真希、松本亜璃沙、天衣みつ、愛川咲樹 ほか

#### 単発もの
- 聖女のハードレズ（ぴあすVIDEO、1993年2月21日）
- ガキは勉強してりゃい～んだよ コギャルレイプ（ロイヤルアート、1994年4月4日）
- 看護婦さんのONANIE座談会（東京音光、1994年8月4日）
- 熟れた女囚・無法恥帯（エイトマン、1996年2月15日）
- 女だらけの姦獄大狂乱！（エイトマン、1996年4月16日）
- いつも奉仕はイヤ！東京吉原高級ソープ現役No.1（ぴあすVIDEO、1996年5月10日）
- 熟女王 悩殺ワイド90分（ロイヤルアート、1997年12月22日）出演:相川かおり、河村恵美子、阿部美津子
- 感激！熟れ妻サロン 筆下ろしは熟れ妻で（ロイヤルアート、1998年4月25日）出演:細川綾、阿部美津子
- 快楽の三角関係 隣のエッチなお姉さんに誘惑されて...　瀬戸恵子×柚木真奈（ロイヤルアート、2000年11月25日）
- 貪る女　鏡麗子×松田優子（ロイヤルアート、2001年4月25日）
- 濡れた女　川奈まり子×浅井まどか（ロイヤルアート、2001年6月21日）
- 長崎みなみのレイプっぽいの好き？（東京音光、2001年7月20日）出演:神崎彩花、杉本雅、南佳也、片山邦生、アマンド前伊藤
- マダムK･M　小鳩真美（ロイヤルアート、2001年8月21日）
- タブー姦　川浜なつみ（ロイヤルアート、2001年8月31日）c/w 岡部真理子
- 濡れた下着の義姉妹（ロイヤルアート、2001年10月21日）出演:鏡麗子、吉田瞳、南佳也
- 長崎みなみ レズビアン MAX（APA、2003年1月18日）
- 川奈まり子 Complete （ロイヤルアート、2003年1月10日）
- 義理の兄妹　南波杏 （KILLER、2005年8月13日）

### アダルトDVD（女性向け作品）

#### シリーズもの
- 男と女のワイドショー（グラフィティジャパン、2004年）
  - ある愛の形（小池絵美子、南佳也、ミュウ、片山邦生）
  - 大人たちの純愛革命（長谷川ゆうこ、三原純、南佳也、矢吹涼、中沢真）
- 年下の男の子 義母のぬくもり（グラフィティジャパン、2004～2005年）- 友田真希、紫彩乃、松本亜璃沙、瀬名涼子
- 長崎みなみの未亡人下宿（グラフィティジャパン、2004～2005年）- 宮下真紀、友田真希
- 愛しき美男たちの絶頂 Face & Body Collection（グラフィティジャパン、2006～2007年）
  - I（小田切ジュン、沢井亮、中沢真、矢吹涼、南佳也）
  - II（健太、小田切ジュン、中沢真、沢井亮、南佳也、服部義、渉、志戸哲也、純也、泉樹）
  - III（渋澤拓磨、純平、MOO、健太、泉樹）
- Imagination Love（グラフィティジャパン、2007年）- 石黒京香、友田真希
- Eternal Record ～南佳也～（グラフィティジャパン、2008年）

#### 単発もの
- love again ―忘れえぬ想い―　夢野まりあ、南佳也（APA、2002年12月25日）
- 僕の大切な人 義妹よ　宮澤ゆうな（グラフィティジャパン、2005年9月16日）共演:ミュウ、小田切ジュン、沢井亮、南佳也
- 友の母・あなたがほしい　美月ゆう子、RIRICO（グラフィティジャパン、2006年3月17日）共演:宮島健人、小田切ジュン、チョコボール向井、南佳也
- Club Prince 私の王子様（グラフィティジャパン、2006年10月19日）王子達:南佳也、志戸哲也、服部義、健太、純也、渉、泉樹
- 官能バイブル ～Pureness & Reality～（グラフィティジャパン、2006年12月18日）出演:友田真希、矢吹涼、小田切ジュン
- 長崎みなみ大全集（グラフィティジャパン、2007年4月17日）

### ピンク映画
- 『愛人・夢野まりあ 私、激しいのが好きなの』[2]（2001年2月2日公開）

※2010年2月22日『爆乳フェロモン いやらしい感度』に改題、再上映。